# Svea Rike (datorspel)
Svea Rike är ett svenskt datorspel från 1997, utgivet av företaget Levande böcker med Sveriges historia som tema. Spelet baseras på brädspelet Svea Rike av Dan Glimne. Spelet går ut på att man under 300 år ska styra Sveriges öden och som ledare för en av fem adelsätter skaffa sig så många anseendepoäng (AP) som möjligt, för att, när spelet tar slut, själv kunna bli kung av Sverige. Poäng får man genom att bedriva handel, anställa personligheter, förbättra sina provinser och föra mer eller mindre fredlig diplomati med grannländerna.
Spelet tar sin början 1523, när Gustav Vasa just har blivit vald till svensk kung och gjort slut på Kalmarunionen. Till att börja med får man välja vilken av de fem adelsätterna Eka, Brahe, Grip, Tre Rosor eller Sture man vill spela som. Alla ätter börjar med en provins var i dåtida Sverige (vilket även inkluderade nuvarande Finland, men utesluter nuvarande Skånelandskapen, Jämtland och Gotland från tillgängliga landskap att köpa, eftersom de var danska vid denna tid, dessa kan dock bli erövrade) och har olika startbonusar. De ätter man inte väljer att spela kontrolleras dock inte av datorn, utan utgår ur spelet. Provinserna utgörs av de svenska, finska och norska landskapen, även om de till viss del har slagits ihop (exempelvis utgör Småland och Öland den gemensamma provinsen Småland; Blekinge, Skåne, Halland och Bohuslän utgör Skåne etcetera) Baltikum (Ingermanland, Estland och Livland) och Pommern i norra Tyskland.
Spelet fick två uppföljare: Svea Rike II och Svea Rike III.

## Spelets gång
Spelet är omgångsbaserat. När man har gjort allt man kan göra under innevarande omgång trycker man på en Nästa-knapp (en rund bild på Moder Svea med ett lejon) i nedre högre halvan av spelskärmen, varvid spelet vrids fram fem år och på så vis börjar nästa omgång. Eftersom spelet tar slut 1818 har man alltså 60 omgångar på sig att skaffa så många poäng som möjligt. När man kommer till ett år då det i verkligheten var regentbyte i Sverige (exempelvis 1560, då Erik XIV efterträdde Gustav Vasa) markeras detta genom att en faktaruta om nästa regent kommer fram och regentporträttet längst upp i bild byts ut. Vem som är regent påverkar dock inte spelets gång, såsom i till exempel Europa Universalis.

## Provinsen
De olika provinserna innehåller en stad, ett bergsbruk, ett jordbruk, ett regemente och plats för en honnörsbyggnad, som dock inte är skapad när man får provinsen. Dessa skall man på olika sätt förbättra, för att de ska producera mer och bättre varor eller ge andra fördelar. De flesta av dessa kan förbättras i fem steg.

### Staden
Staden kan inte förbättras av spelaren, utan byter grafisk skepnad beroende på om den har kommit över ett visst invånarantal, vilket ökar oregelbundet för varje spelomgång. Ju fler invånare den (och därmed provinsen) har, desto mer pengar får man in i skatt. Man kan, om man vill, välja att beskatta invånarna ännu hårdare än grundskattenivån, men då ökar också missnöjet, så att de till slut gör uppror och man i slutändan kan förlora provinsen. Det är också här man väljer vilken honnörsbyggnad man vill ha i provinsen.

### Bergsbruket
Här produceras metall, vilket behövs för olika uppgraderingar av provinsbyggnader, skapandet av soldater, bedrivande av handel med mera. Det kan förbättras i fem steg och för varje ger det lite mer metall. Varje steg kräver dock att vissa förutsättningar är uppfyllda (till exempel att staden har ett visst antal invånare eller att man har anställt ett visst antal vetenskapsmän).

### Jordbruket
Här produceras spannmål, vilket behövs för att föda de trupper man skaffar. Detta fungerar också på samma sätt som bergsbruket, i det att man kan förbättra det i fem steg och att vissa grundkrav måste vara uppfyllda.

### Regementet
Här skaffar man sig trupper av tre olika slag: infanteri (fotsoldater), kavalleri (ryttare) och artilleri (kanoner). Dessa används sedan när man anfaller eller blir anfallen av grannländerna. Regementet kan också förbättras i fem steg och då förbättras trupperna automatiskt, men bara i tre steg (förbättring tre på regementet ger förbättring två på trupperna och fem på regementet tre på trupperna) och blir också dyrare att skaffa. Det är också här man anställer fältherrar (se vidare under rubriken Personligheter).

### Honnörsbyggnaden
I den provins man börjar med finns det redan en honnörsbyggnad, vilken alltid är herresäte. Detta kan också förbättras i fem steg, men det sker automatiskt, när man anställer en kulturpersonlighet. I herresätet kan man göra tre saker, vilka är att se på sitt släktträd (man ser hur många anseendepoäng man har fått ihop dittills), köpa nya provinser (om de tillhör Sverige) och anställa personligheter. I övriga provinser man skaffar under spelets gång är platsen för honnörsbyggnad tom, eftersom det finns sex olika byggnader att välja mellan (man kan dock bara bygga en per provins och dessa kan inte förbättras), vilka är:
- Hamn: Skyddar handeln vid krig.
- Kvarn: Ger mer spannmål.
- Ambassad: Förenklar diplomati.
- Äreport: Räknas som en kulturpersonlighet.
- Universitet: Räknas som en vetenskapsman.
- Borg: Rymmer fler soldater.

## Personligheter
Det finns i spelet tre olika sorters personligheter att anställa. De är olika svenska personer, som har funnits på riktigt och de dyker upp och finns att anställa lite då och då under spelets gång. De olika sorterna är:
- Vetenskapsmän: Behövs för förbättrandet av bergsbruket och ger AP.
- Kulturpersonligheter: Behövs för förbättrandet av herresätet, vilket i sin tur behövs för att kunna köpa fler provinser, och ger AP.
- Fältherrar: Ger fördelar i krig och ger AP.

## Utrikesrelationer
Det finns fyra främmande makter i spelet: Danmark, Ryssland, Polen och Kejsarstaterna. Dessa kan förbättras eller försämras relationerna till, genom kontanta bidrag eller genom olika händelser, som man inte själv kan påverka, samt handla med.

### Krig
Har relationerna försämrats tillräckligt mycket förklarar de krig mot Sverige och man måste då ställa upp med något av sina regementen till försvar. Om man själv vinner får man krigsskadestånd, men om fienden vinner erövrar de en svensk provins. Om man däremot aktivt har försämrat relationerna förklarar Sverige krig mot landet ifråga och vinner man detta får man överta den fiendeprovins, som man valde att utkämpa kriget i.
Själva kriget (om man väljer att slåss själv och inte låta datorn göra det åt en) består endast av ett fältslag, vilket också är omgångsbaserat. Man ställer upp sina trupper, varefter man går mot fienden. Om man sedan lyckas döda alla fiendesoldater eller uppnå fiendens baslinje innan de når ens egen baslinje har man vunnit.

### Handel
Från och till vart och ett av de fyra länderna kan man köpa respektive sälja spannmål och metall. Till en början kan man köpa eller sälja tio enheter per land och omgång, men detta kan förbättras till 25, 50 eller fler. Priserna varierar från land till land och förändras med tiden, så det gamla knepet att köpa billigt och sälja dyrt är här ett enkelt sätt att bygga upp en förmögenhet. Under en omgång får man ange vad man vill sälja eller köpa och när det blir nästa omgång kommer resultatet (antingen att man får varor eller pengar). Om det blir krig med landet ifråga går man dock miste om handeln och de inblandade råvarorna under den gången.

## Händelser
Då och då kommer faktarutor om diverse historiska händelser, av vilka en del endast är historisk kuriosa, medan andra påverkar spelaren positivt eller negativt (om man exempelvis spelar som ätten Sture förlorar man fem AP, när Sturemorden inträffar).

## Minispel
Då och då under spelets gång dyker det upp olika fristående minispel, som kan ge extra pengar och AP, samt ibland ytterligare något extra. Ett exempel är att man skall para ihop rätt blombild med rätt växtnamn i Carl von Linnés naturbok under en tidsfrist, varvid man anställer honom som vetenskapsman automatiskt om han svarar rätt på majoriteten av pysslet.
Ett annat är att man som gruvarbetare i Sala silvergruva försöka ta sig ut från gruvan och dessutom samla ihop silver (vilket kan orsaka ett ras och döda spelaren) och ta sig ut innan tidsfristen är slut. Belöningen är ett visst antal silver(pengar) och metall(råvara), beroende på hur man lyckades.

## Spelets slut
Spelet tar slut 1818, när Karl XIII dör. Beroende på hur många AP man då har fått ihop kan man själv bli svensk regent, riksföreståndare eller adelsman. Har det gått sämre kan man bli sjuk eller mördad på Stockholms gator i svallvågorna från franska revolutionen.

### Fotnoter
1. ↑  ”Svea rike”. Svensk mediedatabas. 25 februari 1997. http://smdb.kb.se/catalog/id/001440167. Läst 12 februari 2015.